# Gagrella indochinensis
Gagrella indochinensis is een hooiwagen uit de familie Sclerosomatidae.